# Clarinet Contrast
Clarinet Contrast war eine deutsche Jazzgruppe von fünf Klarinettisten plus Rhythmusgruppe, die das Interesse für die Klarinette in der zeitgenössischen Jazzszene aufleben ließ und an der Renaissance der Klarinette im Jazz und Improvisierter Musik beteiligt war.

## Wirken
Das musikalische Anliegen von Clarinet Contrast war es, die Klangmöglichkeiten der Klarinette im zeitgenössischen Jazz aufzuzeigen und gleichzeitig die Kontraste der einzelnen Spielweisen ihre Mitglieder herauszustellen. Obwohl die Gruppe in der Zeit ihres Bestehens nur wenige Konzerte gab – sie spielte u. a. beim Deutschen Jazzfestival Frankfurt, den Oberhausener Jazztagen (mit W. Breuker) und den Ludwigsburger Schlossfestspielen (mit G. Hampel an Stelle von M. Pilz) – löste sie beim Fachpublikum große Resonanz aus. Die Spielweisen der Protagonisten lagen sehr weit auseinander, und die Gruppe konnte damals keine geeignete Plattenfirma für ihr ambitioniertes Projekt finden. Bereits nach zwei Jahren trennte sich die Gruppe wieder. Drei Mitglieder von Clarinet Contrast, Robinson, Jörgensmann und Konrad, kamen dann 1979 beim Clarinet Summit auf dem New Jazz Meeting des SWF noch einmal zusammen. Joachim-Ernst Behrendt  hatte die Idee von "Clarinet Contrast" aufgegriffen und als Summit neu konzipiert.

## Diskografie
- Theo Jörgensmann Quartet In Time (nur ein Stück mit Jörgensmann, Konrad, Kumpf und Schulte) 1977